# GaultMillau
GaultMillau is een Frans bedrijf dat in diverse landen gastronomiegidsen uitbrengt.

## Geschiedenis
De Franse journalisten Henri Gault en Christian Millau gaven in 1969 een tijdschrift uit met beoordelingen van restaurants in hun land. Enkele jaren later zetten ze het tijdschrift om in een jaarlijkse gids. In de jaren '70 omarmden ze de Nouvelle cuisine, terwijl de Michelingids bleef vasthouden aan de klassieke Franse keuken.
In de jaren 2004 tot en met 2007 verscheen een gecombineerde gids met beoordelingen voor België, Nederland en Luxemburg. België had daarvoor noteringen in een gids die dat land combineerde met Luxemburg en Frankrijk.
Sinds 2008 verschijnt een gecombineerde gids met beoordelingen voor België en Luxemburg.
Jaarlijks wordt ter gelegenheid van Horeca Expo in Gent de GaultMillau Belux-gids voorgesteld aan de culinaire wereld en aan de gespecialiseerde pers.
In Nederland wordt de GaultMillau sinds 2008 uitgegeven.

## Beoordelingen en toekenningen
De gids bevat beoordelingen van restaurants (door middel van symbolische koksmutsen) en hotels en kent een beoordeling toe van punten op een schaal van 20. De gids geldt als een concurrent van de Michelingids.
Ook reikt GaultMillau jaarlijks verschillende prijzen uit, zoals de 'Chef van het Jaar', 'Sommelier van het Jaar', 'Restaurant van het Jaar' en 'Hotel van het Jaar'.